# Rita Wennmacher
Rita Wennmacher (geborene Rita Deckers;* 30. März 1939 in Aachen) ist eine luxemburgische Autorin und Journalistin.

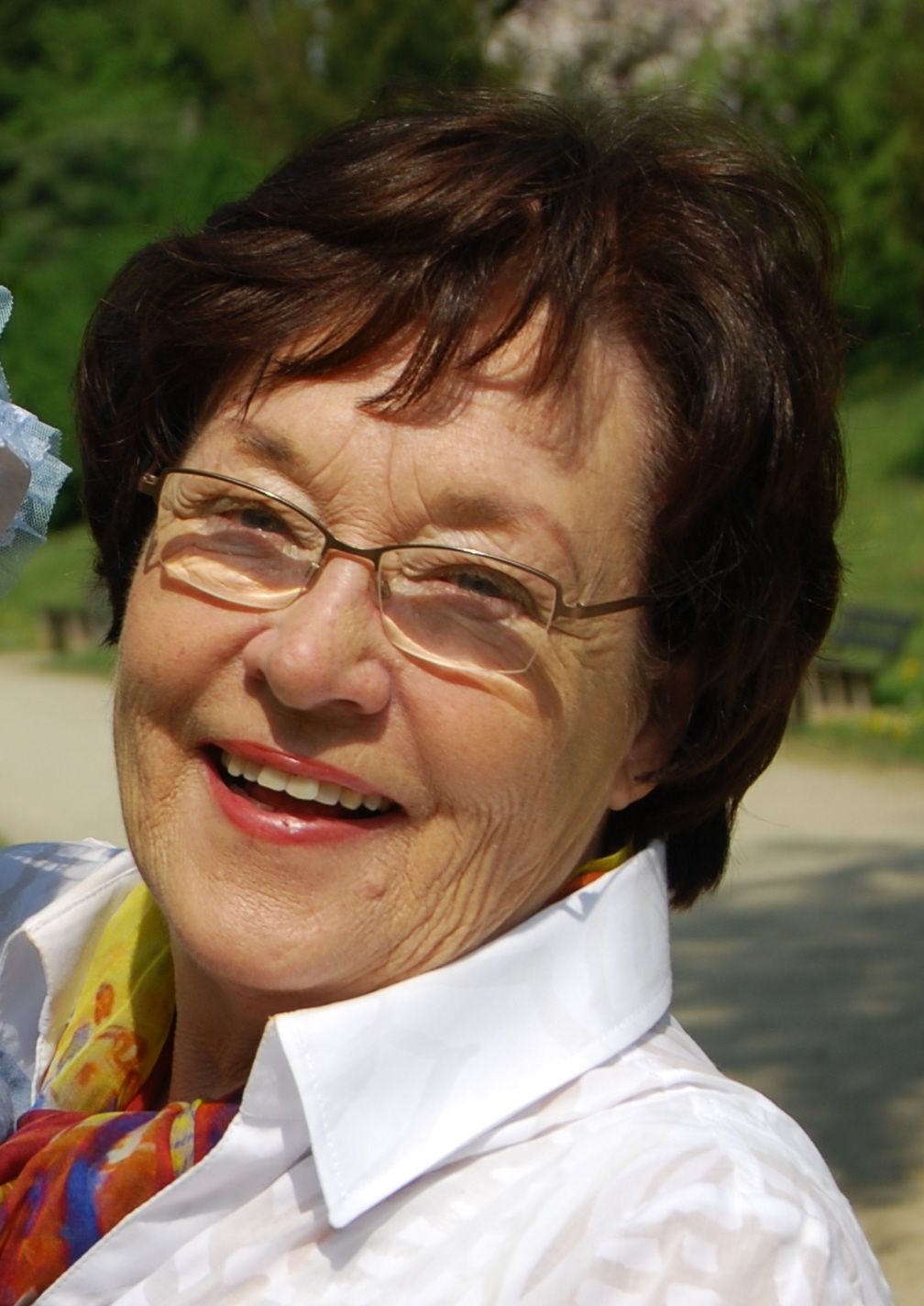
Rita Wennmacher in 2011

## Leben
Die in Aachen geborene und in Luxemburg aufgewachsene Wennmacher war nach ihrem Abitur für kurze Zeit im Unterrichtswesen, später im kommerziellen Bereich tätig. Sie heiratete 1961 und zog mit ihrem Mann und den beiden Söhnen 1966 nach Trier.
Als Korrespondentin verfasste sie Mitte der achtziger Jahre bis kurz vor der Jahrtausendwende kulturhistorische Beiträge, die in der Luxemburger Presse veröffentlicht wurden.
Nach längerer Schreibpause wechselte sie das Genre und wandte sich dem Schreiben von Kriminalromanen zu. In ihren regionalen Krimis verbindet die Autorin ihre Heimatstadt Luxemburg mit ihrer Wahlheimatstadt Trier und nötigt die Kommissare und die Commissaires zur Zusammenarbeit. Mit Vorliebe erinnert sie an historische Gemeinsamkeiten und an heutige Eigenarten der Bewohner auf beiden Moselseiten.

## Veröffentlichungen (Auswahl)
Rita Wennmacher schreibt in der Reihe Tatort Trier Krimis, die in der Großregion zwischen Trier und Luxemburg angesiedelt sind. Die Besonderheit der Bücher ist die Verflechtung der Deutschen- und Luxemburger Sprache.
- Wa mir de René net hätten! (= Tatort Trier). Stephan Moll-Verlag, Burg Ramstein 2010, ISBN 978-3-940760-15-9.
- Pif, lo sinn ech awer paff! (= Tatort Trier). Stephan Moll-Verlag, Burg Ramstein 2011, ISBN 978-3-940760-20-3.
- Tina, du kenns keng Gefor! (= Tatort Trier). Stephan Moll-Verlag, Burg Ramstein 2012, ISBN 978-3-940760-31-9.
- Das Keltendenkmal (= Tatort Trier). Stephan Moll-Verlag, Burg Ramstein 2014, ISBN 978-3-940760-44-9.
- Dem Grof Siggi séng Muselbuerg (= Tatort Trier). Stephan Moll-Verlag, Burg Ramstein 2015, ISBN 978-3-940760-73-9.